# 夏季青年奥林匹克运动会网球比赛
夏季青年奥林匹克运动会网球比赛是青年奥林匹克运动会的一个项目。网球于2010年首届青年奥林匹克运动会上被列入正式比赛项目。赛事设有四个项目：男子单打、男子双打、女子单打和女子双打。2014年起新增混合双打比赛。此外，来自不同国家奥林匹克委员会的选手可以在双打项目中搭档参赛。

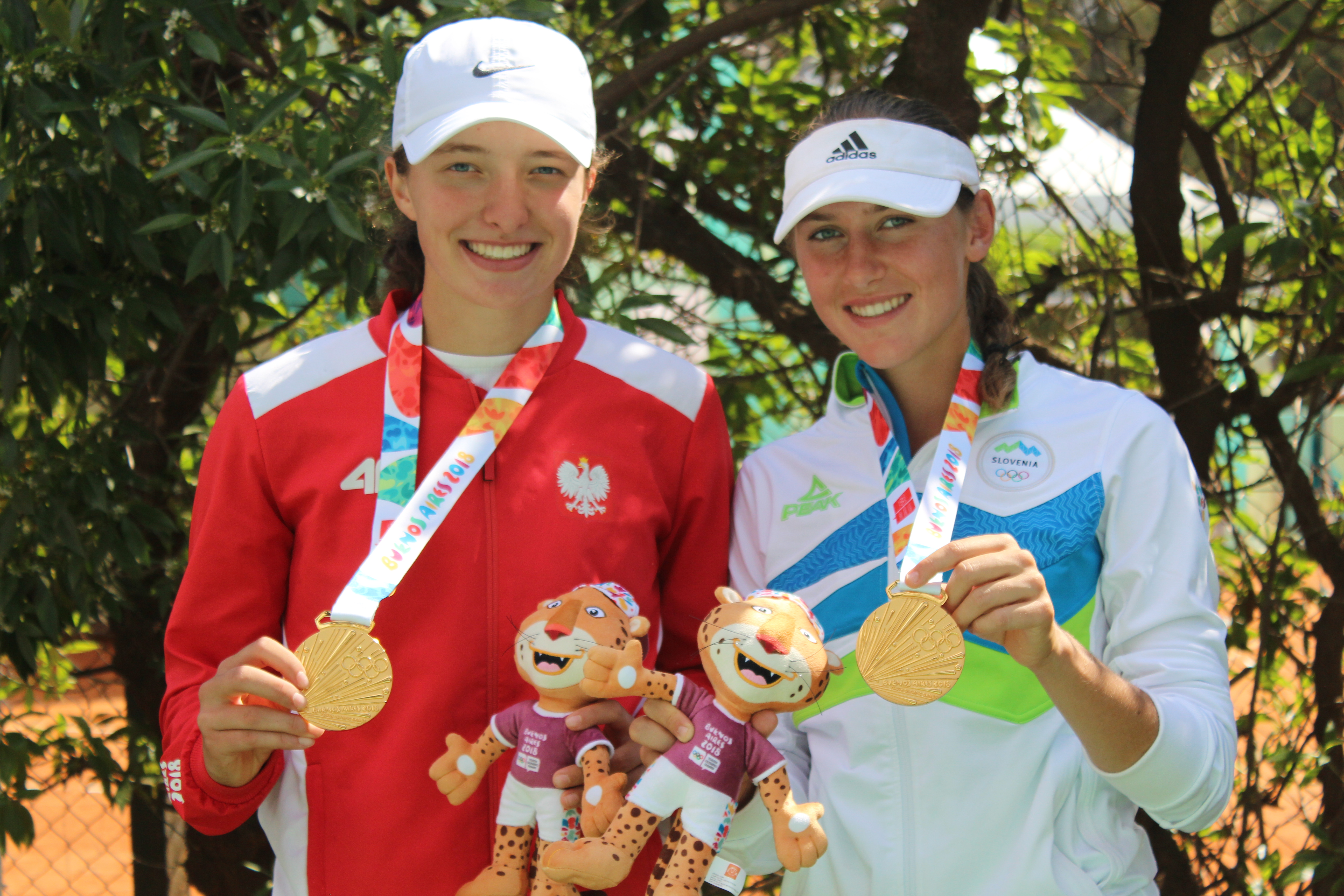
在2018年夏季青年奥林匹克运动会女双金牌得主伊加·斯维亚特克 (左)和卡亚·尤万

## 奖牌榜
统计到2018年夏季青年奥林匹克运动会。
| 排名                      | 国家 / 地区               | 金牌 | 銀牌 | 銅牌 | 总计 |
| ------------------------- | ------------------------- | ---- | ---- | ---- | ---- |
| –                         | 混合国家                  | 4    | 2    | 3    | 9    |
| 1                         | 中国                      | 2    | 1    | 1    | 4    |
| 2                         | 俄罗斯                    | 1    | 3    | 1    | 5    |
| 3                         | 法国                      | 1    | 1    | 2    | 4    |
| 4                         | 巴西                      | 1    | 1    | 1    | 3    |
| 4                         | 哥伦比亚                  | 1    | 1    | 1    | 3    |
| 4                         | 日本                      | 1    | 1    | 1    | 3    |
| 7                         | 阿根廷                    | 1    | 1    | 0    | 2    |
| 8                         | 波兰                      | 1    | 0    | 0    | 1    |
| 8                         | 斯洛文尼亚                | 1    | 0    | 0    | 1    |
| 10                        | 斯洛伐克                  | 0    | 1    | 2    | 3    |
| 11                        | 白俄罗斯                  | 0    | 1    | 0    | 1    |
| 11                        | 印度                      | 0    | 1    | 0    | 1    |
| 13                        | 波斯尼亚和黑塞哥维那      | 0    | 0    | 1    | 1    |
| 13                        | 立陶宛                    | 0    | 0    | 1    | 1    |
| 总计（共14个国家 / 地区） | 总计（共14个国家 / 地区） | 14   | 14   | 14   | 42   |

## 比赛结果

#### 男子单打
| 运动会               | 金牌                                   | 银牌                                   | 铜牌                                        |
| 2010年新加坡         | Juan Sebastián Gómez · 哥伦比亚（COL） | 尤奇·班布里 · 印度（IND）              | 達米爾·德祖赫 · 波斯尼亚和黑塞哥维那（BIH） |
| 2014年南京           | 卡米尔·迈赫扎克 · 波兰（POL）          | 奥兰多·卢斯 · 巴西（BRA）              | 安德烈·魯布列夫 · 俄罗斯（RUS）             |
| 2018年布宜诺斯艾利斯 | 雨果·加斯頓 · 法国（FRA）              | 法昆多·迪亚斯·阿科斯塔 · 阿根廷（ARG） | Gilbert Soares Klier Júnior · 巴西（BRA）   |

#### 男子双打
| 运动会               | 金牌                                                                       | 银牌                                                              | 铜牌                                                                 |
| 2010年新加坡         | 奧利弗·戈爾丁 · 英国（GBR） · 吉力·維斯利 · 捷克（CZE）                    | Victor Baluda · 俄罗斯（RUS） · 米哈伊尔·比留科夫 · 俄罗斯（RUS） | Filip Horanský · 斯洛伐克（SVK） · 約瑟夫·科瓦里克 · 斯洛伐克（SVK） |
| 2014年南京           | 奥兰多·卢斯 · 巴西（BRA） · 马塞洛·索尔曼 · 巴西（BRA）                    | 卡倫·哈查諾夫 · 俄罗斯（RUS） · 安德烈·魯布列夫 · 俄罗斯（RUS）   | 松村亮太朗 · 日本（JPN） · 山崎純平 · 日本（JPN）                    |
| 2018年布宜诺斯艾利斯 | 塞巴斯蒂安·巴埃斯 · 阿根廷（ARG） · 法昆多·迪亚斯·阿科斯塔 · 阿根廷（ARG） | 阿德里安·安德烈耶夫 · 保加利亚（BUL） · 土方凛辉 · （AUS）        | 雨果·加斯頓 · 法国（FRA） · 克莱芒·塔比尔 · 法国（FRA）              |

#### 女子单打
| 运动会               | 金牌                              | 银牌                                | 铜牌                                 |
| 2010年新加坡         | 达里娅·加里芙洛娃 · 俄罗斯（RUS） | 郑赛赛 · 中国（CHN）                | 亞娜·切佩洛娃 · 斯洛伐克（SVK）      |
| 2014年南京           | 徐诗霖 · 中国（CHN）              | 伊琳娜·希曼诺维奇 · 白俄罗斯（BLR） | Akvilė Paražinskaitė · 立陶宛（LTU） |
| 2018年布宜诺斯艾利斯 | 卡亚·尤万 · 斯洛文尼亚（SLO）     | 克拉拉·比雷尔 · 法国（FRA）         | 卡米拉·奥索里奥 · 哥伦比亚（COL）    |

#### 女子双打
| 运动会               | 金牌                                                                    | 银牌                                                                     | 铜牌                                                                       |
| 2010年新加坡         | 唐浩辰 · 中国（CHN） · 郑赛赛 · 中国（CHN）                             | 亞娜·切佩洛娃 · 斯洛伐克（SVK） · Chantal Škamlová · 斯洛伐克（SVK）     | 巴包斯·蒂美阿 · 匈牙利（HUN） · An-Sophie Mestach · 比利时（BEL）          |
| 2014年南京           | 安赫林娜·加里宁娜 · 乌克兰（UKR） · 伊琳娜·希曼诺维奇 · 白俄罗斯（BLR） | 達里婭·卡薩特金娜 · 俄罗斯（RUS） · Anastasiya Komardina · 俄罗斯（RUS） | 葉蓮娜·奧斯塔朋科 · 拉脱维亚（LAT） · Akvilė Paražinskaitė · 立陶宛（LTU） |
| 2018年布宜诺斯艾利斯 | 卡亚·尤万 · 斯洛文尼亚（SLO） · 伊加·斯维亚特克 · 波兰（POL）           | 内藤祐希 · 日本（JPN） · 佐藤南帆 · 日本（JPN）                          | 王欣瑜 · 中国（CHN） · 王曦雨 · 中国（CHN）                                |

#### 混合双打

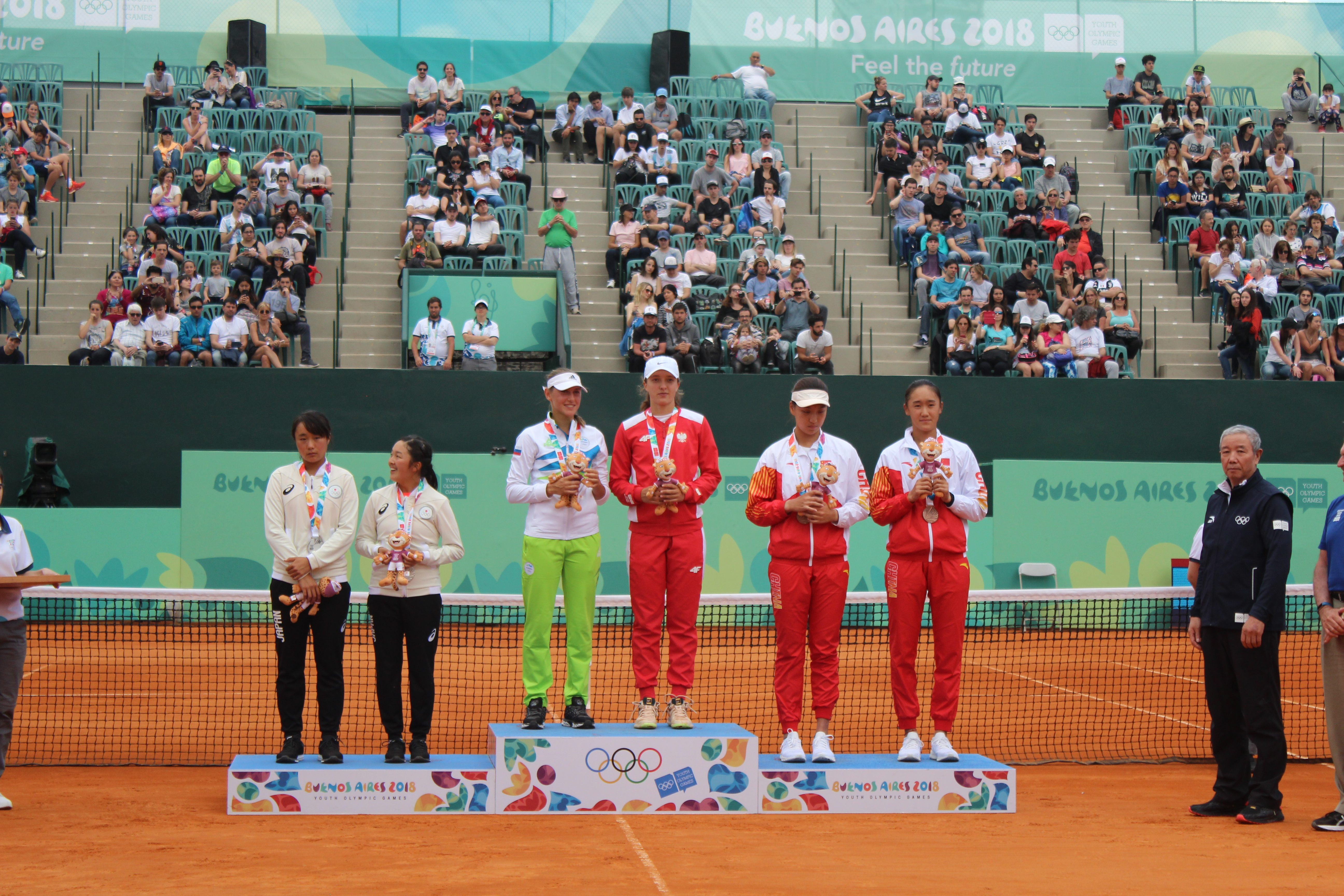
2018年女双领奖台

| 运动会               | 金牌                                                  | 银牌                                                                  | 铜牌                                                          |
| 2014年南京           | 伊尔·泰希曼 · 瑞士（SUI） · 扬·杰林斯基 · 波兰（POL） | 叶秋雨 · 中国（CHN） · 山崎純平 · 日本（JPN）                         | 施托拉尔·范妮 · 匈牙利（HUN） · 卡米尔·迈赫扎克 · 波兰（POL） |
| 2018年布宜诺斯艾利斯 | 内藤祐希 · 日本（JPN） · 田嶋直樹 · 日本（JPN）       | 卡米拉·奥索里奥 · 哥伦比亚（COL） · 尼古拉斯·梅希亚 · 哥伦比亚（COL） | 克拉拉·比雷尔 · 法国（FRA） · 雨果·加斯頓 · 法国（FRA）       |